# Polymera (Polymera) grisea
Polymera (Polymera) grisea is een tweevleugelige uit de familie steltmuggen (Limoniidae). De soort komt voor in het Neotropisch gebied.